# José Ramón Díaz
José Ramón Díaz es un político venezolano que se desempeñó como alcalde del municipio Marcano del estado Nueva Esparta.

## Carrera
Durante su gestión, Ramón Díaz realizó mejoras de fiabilidad, la reparación de canchas deportivas y la de la escuela Las Cabreras.En 2016, como miembro de la Asociación de Alcaldes de Venezuela y junto con más de ciencuenta alcaldes, se negó a firmar la carta de aceptación del presupuesto nacional de 2017 de Nicolás Maduro, la cual no había sido presentada ante la Asamblea Nacional según lo establecido en la constitución venezolana.
Durante su candidatura a la reelección, criticó la reubicación de centros electorales, declarando que representaban ventajismo para el partido de gobierno.

## Detención
El 30 de julio de 2024, poco después de las elecciones presidenciales de Venezuela de 2024, fue detenido por fuerzas de seguridad en su casa. Posteriormente fue recluido en el Centro Penitenciario de Aragua (Tocorón). Fue liberado el 16 de noviembre del mismo año.